# Brutal Attack
Brutal Attack ist eine international bekannte neonazistische Musikgruppe aus Großbritannien. Sie gehört zu den Gründungsmitgliedern des Neonazi-Musiknetzwerks Blood and Honour. 1979 gegründet ist sie zudem eine der ältesten Bands des Rechtsrock-Genres und gilt als eine der geachtetsten Bands innerhalb der rechtsextremen Szene.

## Geschichte

### Anfänge
Die Band Brutal Attack wurde Ende 1979 gegründet. Ken McLellan wurde von seinen Klassenkameraden der Garth Highschool in Morden, Surrey angesprochen, ob er die Rolle des Sängers in der neu gegründeten Punkband Brutal Attack übernehmen würde. Die Band entstand aus einer tiefen Enttäuschung gegenüber Punk- und Oi!-Bands wie Sham 69, Cock Sparrer und Menace, die nach Ansicht von McLellan die Sache verraten hätten. Brutal Attack machten von Beginn an keinen Hehl aus ihrer nationalistischen Gesinnung.
Am 27. Juni 1981 kam es zum ersten Konzert der Band zusammen mit den Gruppen Savage Six und Nauseau im Phipps Community Centre in Mitcham. Das zweite Konzert folgte am 10. Juli in der Assembly Hall in Morden. Die Besetzung der ersten beiden Konzerte bestand aus Ken McLellan (Gesang), Scrome, George Grimes und John Whittington. Es schlossen sich eine Reihe von Konzerten an die bisherigen an. Am 2. Februar 1982 war Brutal Attack im 100 Club Vorband für die UK Subs, Erazerhead und Long Tall Shorty, welche ihr letztes Konzert gaben. Die Band nahm von diesem Konzert einen Mitschnitt auf, welcher unter dem Namen „Live … For Kicks“ auf Kassette im Eigenvertrieb verkauft wurde. Diese Kassette wurde 2007 von 4U Vinyl auf LP und von Rebel Records auf CD neu aufgelegt. Auf diesen Aufnahmen vertritt Ken mit Brutal Attack zunächst positive Ansichten gegenüber dem ehemaligen Empire und äußert sich bereits gegen Einwanderung und Kommunismus.
Um einen Plattenvertrag zu erlangen, schickte Ken die Aufnahmen auch an Garry Bushell, der Schreiber des Musikmagazins Sounds war und schon einigen anderen Bands zu einem Plattenvertrag verholfen hatte. Doch dieser tolerierte einige der direkteren Songs von Brutal Attack nicht und schrieb eine negative Kritik, in der er die Band auf eine Stufe mit der RAC-Band Skrewdriver stellte.

„Wir wollten nur etwas Action. Und mit Liedern wie ’Send them back’, ’Show no mercy’ und ’Let it burn’ konnten das ’Sound Magazine’ und Gary Bushell uns nicht mehr auf die leichte Schulter nehmen. Wir nahmen ein Demo als Live-Session im ’The 100 Club’ auf und als ich das Cover dazu machte, benannte ich ’Send them back’ in ’Stab them back’ um, in der Hoffnung, ich könnte dem Dummkopf Bushell eine objektivere Kritik entlocken. Aber er war nicht so dumm wie ich dachte und er machte Skrewdriver, Brutal Attack und Ihresgleichen regelrecht runter in seinen Ausführungen. Es kam zu dem Punkt, dass wir unser Gebiet absteckten und unsern Mann stehen mussten, da man uns offerierte, dass wenn wir trotzdem Erfolg haben wollen, müssten wir aufhören über unseren Glauben zu singen.“

Doch trotz der politischen Ambitionen der Band, die diese nicht aufgeben wollte, kam es weiterhin zu zahlreichen Konzerten als Vorgruppe von namhaften Punkgruppen wie den Special Duties, The Adicts, Vice Squad, und den Urban Dogs in Veranstaltungsorten wie dem Skunx oder dem Klub Foot. Allerdings endeten einige dieser Konzerte auch in Schlägereien.

### Ab Ende 1982
Am 21. Oktober 1982 war Brutal Attack erstmals Vorband für Skrewdriver im 100 Club, nachdem Ian Stuart die Gruppe eine Woche zuvor im Skunx gesehen hatte und von ihr begeistert war. Dies war das erste von vielen Skrewdriver Konzerten, an denen die Band beteiligt war. Das Treffen mit Stuart eine Woche zuvor, schien Ken McLellan und Andy Nunn dermaßen beeindruckt zu haben, dass sie sich für das Konzert mit Skrewdriver für den Skinhead-Look entschieden. Nun wurde Brutal Attack ebenfalls zu einer Skinheadband.
Die Entscheidung, den gleichen Weg der damals ebenfalls umstritten und kontroversen Band Skrewdriver zu gehen, führte zu einem Bruch innerhalb der Gruppe. Neil Holden und Dave Lloyd verließen daraufhin wenig später die Band aufgrund Kens zunehmend in den Vordergrund rückenden politischen Gesinnung. Neil Holden war daraufhin im Umfeld der Punkband The Straps zu finden, mit der Brutal Attack ebenfalls schon zusammen spielte.
Es kam vermehrt zu Konzerten mit Skrewdriver und der zur Gründungszeit schon beteiligte Gitarrist John Whittington und Brownie, der Ex-Schlagzeuger der Oi!-Band Combat 84, schlossen sich daraufhin McLellan an. Dieser arbeitet neben seiner Bauarbeitertätigkeit zunehmend im Croydoner Hauptquartier der British National Front. Wegen des ausbleibenden Plattendeals vermittelt Ian Stuart der Gruppe 1985 einen Deal mit Rock-O-Rama, auf dem die Band bis 1992 ihre Alben veröffentlichte. Später warf McLellan dem Label, wie viele andere schon vor ihm, vor, die nationale Sache gegenüber finanziellen Interessen in den Hintergrund zu stellen. Später erschienen die Alben bei Funny Sounds von Torsten Lemmer.
Das Line-Up von Brutal Attack wechselte zu dieser Zeit häufig, so dass auch Martin Cross, ein ehemaliges Bandmitglied von Skrewdriver, für einige Erscheinungen bei Brutal Attack spielte. 1987 war Brutal Attack eine der Gründungsbands des Neonazi-Netzwerkes Blood and Honour. Aufgrund dessen ist McLellan das einzige verbliebene Gründungsmitglied bei Brutal Attack und wurde bei zahlreichen Konzerten von Mitgliedern anderer RAC Bands unterstützt, wie zum Beispiel Blakey (Schlagzeug) von English Rose, Roly (Bass), Stinko (Bass) und Brad von Celtic Warrior. Aus diesen Personen bildete sich mit der Zeit ein permanentes Live-Line-Up heraus. In Deutschland waren in den 1990ern unter anderem Mitglieder von 08/15 und Barking Dogs im Live-Line-up aktiv.
Im Jahr 2000 feierte die Band mit dem Album 20 Years – Always Outnumbered, Never Outgunned ihr zwanzigjähriges Bandbestehen. 2005 wurde das Album Thunder & Lightning zum fünfundzwanzigen Bandbestehen veröffentlicht. Dieses umfasste alle musikalischen Stile, denen sich die Gruppe bisher gewidmet hatte (Punk, Rock, Balladen etc.). Die Band veröffentlicht ihre Tonträger weiterhin bei einschlägigen Rechtsrock-Labels wie PC-Records und Panzerfaust Records. 2013 tauchten einige Alben der Band auf Downloadportalen der Musikhändler Media Markt und Saturn auf und wurden erst nach Protesten in verschiedenen Medien aus dem Angebot genommen. Auch auf iTunes, Amazon und CD Baby, insbesondere auf dem liberaleren US-amerikanischen Markt waren und sind Alben der Band erhältlich.

## Stil
Ursprünglich orientierte sich die Musik von Brutal Attack an Bands wie den Sex Pistols und Motörhead. Mit der Zeit wurde ein Hardcore-Punk-Einfluss hörbar. Zu dieser Zeit unterschied sich ihre Musik nicht sonderlich von der anderer britischer Punkbands jener Zeit. Aufgrund dieser Tatsache ist es möglich, dass Ian Stuart Brutal Attack lediglich ausgenutzt hatte, um eine neue Szene aufzubauen.
Das erste Album der Band Stronger Than Before entwickelte sich dann hin zum Oi!-Punk und dessen Nachfolger As The Drum Beats markierte den Übergang vom Oi! zur typischen RAC-Musik. Diese orientiert sich an Heavy Metal und Hard Rock. Des Weiteren kommt es vermehrt zu Balladen. Mit dem Album Tales of Glory Album kam es zum Höhepunkt dieser neuen Spielweise.
Die politischen Botschaften der Gruppe werden von den Texten Ken McLellans bestimmt. Dieser war in den Anfangszeiten der Band sehr patriotisch und nationalistisch eingestellt und äußerte sich bereits früh gegen Einwanderung. Das steht im Kontrast zu den Konzerten, die die Gruppe mit Anarcho-Punkbands absolvierte. Auch ist unklar, ob diese frühe rechtsorientierte Einstellung nicht bloß, wie typisch für die Punkszene, zur provozierenden Selbstdarstellung der Gruppe diente. Die Behauptung, schon immer rechtsoffen gewesen zu sein, könnte auch von der Band genutzt worden sein, um ihren raschen Szenewechsel zu begründen.
Ab dem Kontakt zu Ian Stuart und Skrewdriver wird Brutal Attack zunehmend rassistisch. Nach mehreren außerbritischen und außereuropäischen Konzerten fasste McLellan den Entschluss, dass der Nationalsozialismus der einzige Weg sei, die globalen Probleme zu lösen. Allerdings äußerte sich die Band weder politisch noch textlich so radikal, wie andere White-Power-Bands. McLellan ist stolz darauf, dass seine Lieder stets streng legal seien und so in jedem Land der Welt gespielt werden können. Das soll aber nicht über die eigentliche Ideologie hinwegtäuschen. So wird McLellan mit den Worten zitiert: „Wer unsere Botschaft versteht, denke ich, der weiß auch so, wo wir stehen.“ Auf ihren Veröffentlichungen sind viele Motive aus der nordischen Mythologie zu sehen, aber auch die typischen Symbole der rechtsextremen Musikszene, wie die White-Power-Faust, die als Plattencover diente, oder die Sig-Rune, die im Bandlogo Verwendung findet. Zudem enthalten einige Texte positive Bezugnahme auf den Nationalsozialismus. So singt Ken McLellan im Lied Keeping the Dream Alive aus Sicht des Hitler-Stellvertreters Rudolf Heß über Adolf Hitler und bezeichnet ihn als einen „Mann aus Stahl“. Andere Texte behandeln die nordische Mythologie und nehmen Bezug auf den Arier-Mythos vom überlegenen Herrenmenschen.

## Bedeutung
Brutal Attack sind neben Skrewdriver die wichtigste und älteste britische Rechtsrock-Band und Vertreter des sogenannten Rock Against Communism. Eine große Anhängerschaft hat die Band in Deutschland, wo sie seit 1990 kontinuierlich live auftritt, unter anderem auch auf Veranstaltungen der NPD, aber auch auf Veranstaltungen, die zum Umfeld der in Deutschland verbotenen Organisationen Hammerskins und Blood & Honour gezählt werden. Dies liegt unter anderem an den verschiedenen Projekten, die Ken McLellan mit deutschen Musikern hatte. Er ist an den beiden deutschen Projekten Dragon Lance und The Betrayed beteiligt. Letztere setzt sich aus ihm und Mitgliedern der Band Hauptkampflinie zusammen. Des Weiteren initiierte er das Projekt German-British-Friendship, das bislang vier Alben veröffentlicht hat. Er selbst war allerdings nur an dem 1994 veröffentlichten Album Songs of Hope beteiligt, zusammen mit Mitgliedern von Noie Werte, Skrewdriver und Squadron. Er veröffentlichte ebenso mehrere Alben als Liedermacher, darunter eine Split-CD mit Kai Freikorps sowie mehrere Veröffentlichungen mit Stigger. Zusammen mit der US-amerikanischen Band Bound for Glory gründete er das Projekt Bound for Attack.

## Diskografie

### Tapes
- 1982 Live … For Kicks (Liveaufnahmen aus dem 100 Club vom 2. Februar 1982, im Eigenvertrieb)

### Alben
- 1986: Stronger Than Before (LP, Rock-O-Rama)
- 1988: As the Drum Beats (LP, Rock-O-Rama)
- 1989: Tales of Glory (LP, Rock-O-Rama)
- 1990: Steel Rolling On (LP, Rock-O-Rama)
- 1990: Lost and Found (LP, Rock-O-Rama)
- 1992: Into Apocalypse (LP, Rock-O-Rama)
- 1992: Resurrection (CD, Rock-O-Rama)
- 1994: Conquest (CD, Excalibur Records)
- 1996: Battle Anthem (CD, Svea Music)
- 1996: Vaillant Heart (CD, Excalibur Records)
- 1997: For the Fallen and the Free (CD, Destiny Records)
- 1998: When Odin Calls (CD, Funny Sounds)
- 1998: Keeping the Dream Alive (CD, Destiny Records)
- 2000: 20 Years – Always Outnumbered, Never Outgunned (CD, Panzerfaust Records)
- 2001: Like Fallen Rain (MCD, Wotan Records)
- 2005: Thunder & Lightning – 25 Years on the Attack (CD/LP, Rampage Records / Rebel Records)
- 2009: The Real Deal (CD, Hatecore Records)
- 2010: Straight Eights (CD, Rebel Records)
- 2013: Everything Changes Now (CD, Rampage Productions)
- 2017: 21 Rockers (CD, Rampage Productions)
- 2021: 40 Years of Love & Hate (The Spirit of 21) (CD, Oldschool Records)

### Kompilationen
- 1995: Greatest Hits Vol. 1 (CD/LP, White Terror Records / Rampage Records / Hate Society Records)
- 1998: White Pride – White Passion (D-CD mit Buch, Nordland Records)
- 2000: We Won’t Run (CD, ALCD)
- 2001: We Are White Noise! (CD, als Ken McLellan & Brutal Attack, Brutal Attack Records)
- 2001: Live…for Kicks (CD, Brutal Attack Records)
- 2002: Free from the Grave (CD, als Ken McLellan & Brutal Attack, Brutal Attack Records)
- 2005: Greatest Hits Vol. 2 (CD, Loyality Records, indiziert[18])
- 2013: Tales from the Hammer and the Fire/The Free Session 2001 (Rebel Records)

### Split-Alben
- 1993: Hands Across The Sea (als Bound for Attack, White Terror Records)
- 1996: The Garrison (MCD mit Fortress, Nordland Records)
- 2001: Loved By Few, Hated By Many, Feared … (als Bound for Attack, Panzerfaust Records)
- 2003: Anthems With An Attitude (mit Bully Boys, Panzerfaust Records)
- 2006: California über alles (mit Youngland & Extreme Hatred, Resistance Records)
- 2013: Skinhead Rock’n’Roll (mit Legittima Offesa, Barracuda Records)
- 2014: Blood Bounded Alliance (mit Faustrecht, Kolovrat, Archívum & Frakass, PC-Records)

### Singles & EPs
- 1984: We are White Noise! (White Noise Records)
- 1989: Roll The Losing Time / Freedom Fighter (Rock-O-Rama)
- 1989: Tales of Glory / Under the Hammer (Rock-O-Rama)
- 1989: The Blood Is Strong / Free The Spirit (Rock-O-Rama)
- 1989: The Hungry & The Hunted / Who Owns Who (Rock-O-Rama)
- 1990: Fist ov Steel / I’m Free (Rock-O-Rama)
- 2000: It’s Alright (Backstreetnoise Music)
- 2000: Like Falling Rain (Warfare)
- 2012: Out in the Fields (Rebel Records)
- 2015: Born to Win (Brutal Attack Service UK)

### DVDs
- 2008: Fest der Völker 2007 (zusammen mit Conflict & Sleipnir, PC-Records)
- 2011: Live in Deutschland (PC-Records, indiziert[19])

### Sampler
- 1984: This Is White Noise (LP, White Noise Records)
- 1985: No Surrender Vol. 1 (LP, Rock-O-Rama)
- 1986: No Surrender Vol. 2 (LP, Rock-O-Rama)
- 1988: Gods Of War Vol. 1 (LP, White Power Records)
- 1989: Gods Of War Vol. 2 (LP, White Power Records)
- 1989: No Surrender Vol. 3 (LP, Rock-O-Rama)
- 1990: Gods Of War Vol. 3 (LP, White Power Records)
- 1991: Gods Of War Vol. 4 (LP, White Power Records)
- 1994: Blood & Honour Vol. 1 (CD, ISD Records)
- 1995: White Solidarity I (CD, Svea Music)
- 1996: Give Them A Future (CD, Widerstand Records)
- 1997: Thunderrock Vol. I (CD, DiKo Musikverlag)
- 1997: Die Besten Soldaten Vol. I (CD, Movement Records)
- 1997: White Solidarity 2 (CD, Svea Music)
- 1998: Thunderrock Vol. 2 (CD, DiKo Musikverlag)
- 1998: Voice Of Britain (CD, Rampage Records)
- 1998: Ian Stuart Rest In Peace (CD, Funny Sounds)
- 2000: Untergrund Sampler Vol. 2 (CD, Ohrwurm Records)
- 2000: Untergrund Sampler Vol. 3 (CD, Ohrwurm Records)
- 2001: Das Beste von Panzerfaust (CD, Pühses Liste)
- 2003: Berserker Vol. I (CD, Berserker)
- 2004: L. White Covers Vol. I (CD)
- 2004: Project Schoolyard USA (CD, Panzerfaust Records)